# Port d'Ehoala
Ehoala est un port malgache situé sur le territoire de la commune urbaine de Tôlanaro (Fort-Dauphin) à 5 km au sud-ouest de la ville.

## Création
Construit sur le côté est de la presqu'île des Portugais à plus de 5 km au sud-ouest de Tôlanaro dont elle est séparée par la baie des Galions. 
Le port a été ouvert le 8 juillet 2009 et a été financé en majeure partie par Rio Tinto qui avait besoin d'un port en eau profonde pour exporter l'ilménite exploitée à proximité (mine à ciel ouvert de Mandena) par Qit Madagascar Minerals (QMM) propriété à 80 % de Rio Tinto et à 20 % de l'État malgache.

## Activités
La gestion de ce port est privée et confiée à Port d'Ehoala SA, filiale de Rio Tinto. Le port est d'utilité publique et ouvert au trafic maritime national et international (bureau des douanes). Il devrait contribuer au désenclavement du sud de Madagascar difficile d'accès par voie terrestre. 
De juillet 2009 à juillet 2015, le port a accueilli 646 navires dont 192 porte-conteneurs, 73 minéraliers et 37 paquebots de croisière. En 2020, 11 423 conteneurs ont transités par le port.[réf. nécessaire]